# Blanche Thebom
Blanche Thebom (Monessen, 19 settembre 1915 – San Francisco, 23 marzo 2010) è stata un mezzosoprano statunitense.

## Biografia
Blanche Thebom nacque in Pennsylvania in una famiglia di immigrati svedesi e crebbe in Ohio. Nel 1938 Kosti Vehanen, storico pianista di Marian Anderson, la sentì cantare durante un viaggio in nave dagli Stati Uniti all'Europa e, colpito dal suo talento, la raccomandò al maestro di canto Giuseppe Boghetti. Dopo la morte di Boghetti nel 1941 continuò a perfezionarsi con Edyth Walker e Margarete Matzenauer.
Nel dicembre 1941 cantò come solista con l'Orchestra di Filadelfia, diretta da Eugene Ormandy, e, dopo tre anni di intensa attività concertistica, esordì al Metropolitan Opera House nel dicembre 1944 cantando nel ruolo di Brangäne nel Tristano e Isotta. Avrebbe continuato a cantare al Met per le ventidue stagioni successivi per un totale di 357 rappresentazioni, ottanta delle quali come Amneris nell'Aida. Ottenne i suoi maggiori successi in ruoli wagneriani come Erda ne L'oro del Reno, Magdalene ne I maestri cantori di Norimberga, Ortrud nel Lohengrin, Venere in Tannhäuser, Waltraute ne Il crepuscolo degli dei e Fricka ne La valchiria e L'oro del Reno. Tra gli altri ruoli cantanti al Metropolitan si annoverano Dorabella in Così fan tutte, Baba ne La carriera di un libertino (prima nazionale), Adelaide in Arabella (prima nazionale), Adalgisa in Norma, Azucena ne Il trovatore, Dalila in Sansone e Dalila, Eboli in Don Carlo, Giulietta ne I racconti di Hoffmann, Erodiate in Salomè, Clitemnestra in Elettra, Laura ne La Gioconda, Marina in Boris Godunov, la Baronessa in Vanessa. Orlofsky ne Il pipistrello, Ginevra in Pelléas et Mélisandre, Marfa in Chovanščina e le eponime protagoniste di Carmen e Mignon. Diede il suo addio alla compagnia il 6 marzo 1967 cantando il ruolo della Contessa ne La dama di picche.
In patria fu molto attiva anche a Chicago e con la San Francisco Opera, mentre il debutto europeo avvenne nel 1950 cantando come Dalila all'Opera reale svedese, dove sarebbe tornata a cantare anche nei ruoli di Amneris, della principessa di Eboli e, con minor successo, nel ruolo di Elisabeth in Tannhäuser. Sempre nel 1950 esordì nel Regno Unito nel Così fan tutte al Festival di Glyndebourne, mentre sette anni più tardi avrebbe fatto il suo debutto al Covent Garden nel ruolo di Didone ne Les Troyens. Sempre nel 1957 fu la prima cantante statunitense a cantare al Teatro Bol'šoj, esibendosi nel ruolo della protagonista in Carmen. Dopo l'addio al Metropolitan nel 1967, cantò ancora per qualche anno in recital e musical, tra cui The Sound of Music ad Atlanta, e si dedicò all'insegnamento. Morì nel 2010 nella sua casa a San Francisco all'età di 94 anni.